# سیارک ۱۵۱۴۸
سیارک ۱۵۱۴۸ (به انگلیسی: 15148 Michaelmaryott، نامگذاری:2000EM141)۱۵۱۴۸مین سیارک کشف شده‌است که در ۰۲ مارس ۲۰۰۰ کشف شد.